# رامبلر مارلین
رامبلر مارلین (Rambler Marlin) یک خودروی فست بک دو در است که در ایالات متحده توسط American Motors Corporation از سال 1965 تا 1967 تولید شده‌ است. بعد ها تولید این خودرو با نام AMC Marlin ادامه یافت.
تعداد تولید:
۱۹۶۵=۱۰،۳۲۷ units>۱۹۶۶=۴،۵۴۷ units
ابعاد:
طول آن در حالت طبیعی ۱۹۵ اینچ (۴٬۹۵۳ میلیمتر)، عرض آن در حالت طبیعی ۷۴٫۵ اینچ (۱٬۸۹۲ میلیمتر) و ارتفاع آن در حالت طبیعی ۵۳ اینچ (۱٬۳۴۶ میلیمتر) و وزن آن در حالت طبیعی ۲٬۹۹۲ پوند (۱٬۳۵۷ کیلوگرم) است. 
گیربکس:
این خودرو از موتور 4.7 لیتری V8 بهره می برد و سیستم جعبه‌دندهٔ آن ۳ دنده به دو صورت خودکار و دستی است.